# Les Supernenes

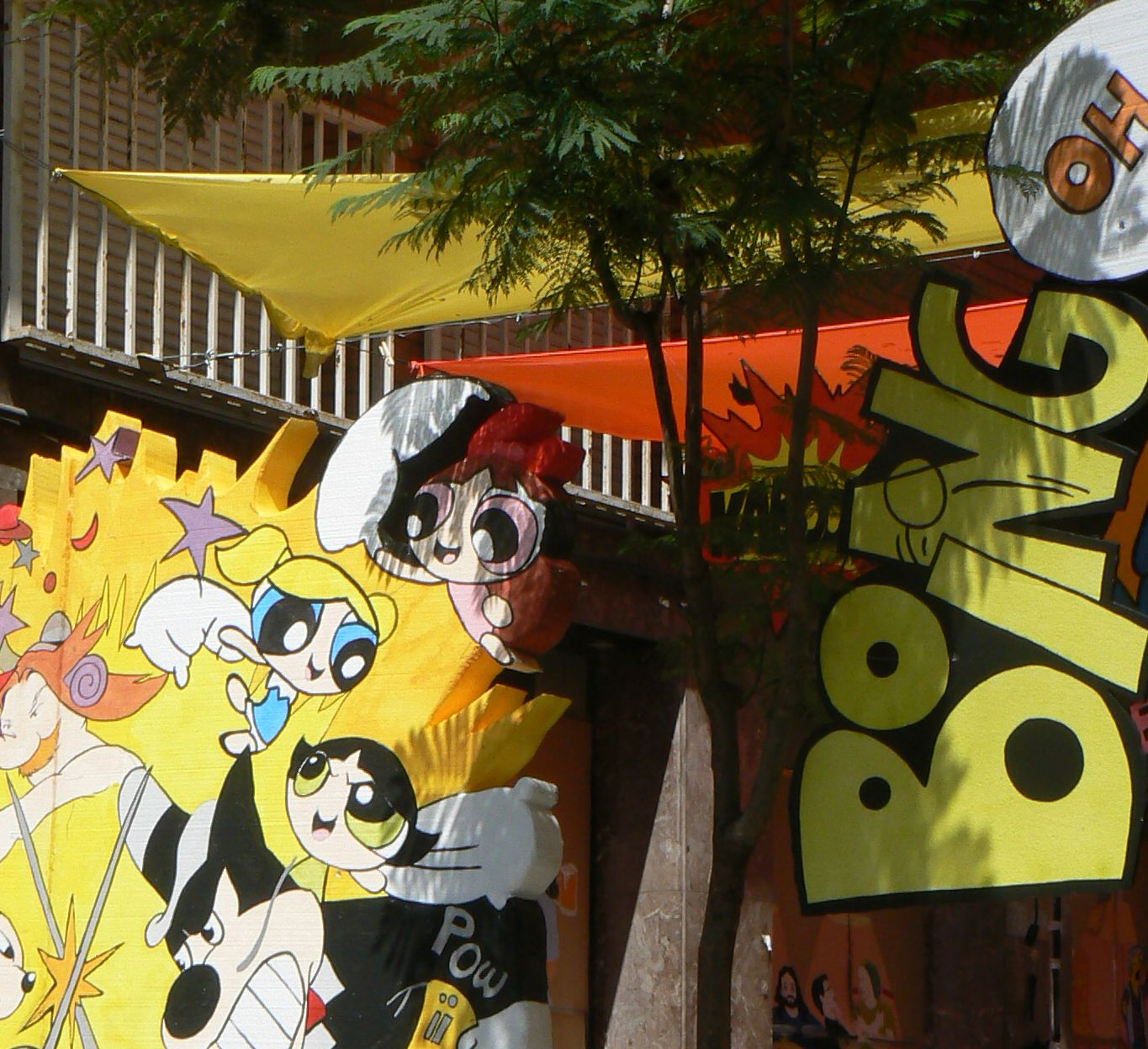
Les Supernenes a les festes majors de Gràcia, a Barcelona, el 2010

Les Supernenes (en anglès, The Powerpuff Girls) són les protagonistes d'una sèrie televisiva d'animació homònima. La sèrie, creada per Craig McCracken, va estrenar-se als Estats Units el 18 de novembre de 1998. Al començament la va produir Hanna-Barbera Inc., però quan aquesta companyia la va comprar Cartoon Network Studios la va passar a produir aquesta última.
També se'n va fer una pel·lícula de dibuixos animats al cinema amb els seus personatges i anomenada Les Supernenes, que es va estrenar als Estats Units el 2002. Estan inspirades, entre d'altres, en l'anime japonès i en Batman.

## Argument
Als afores de la ciutat de Townsville, un científic obsessionat, el Professor Utoni, fa experiments per crear una nena perfecta segons els seus gustos i adoptar-la. El professor té també un mico, que voltava pel laboratori al moment de l'experiment i, per accident, i aboca una substància, la substància X, a la fórmula superespecial i desconeguda que el Professor havia ideat. L'accident provoca una explosió que fa que el mico es torni superfort, superintel·ligent i dolent i, sobretot, que en comptes d'una nena n'apareguin tres: una rossa, una pelroja i una altra morena, que a més tindran poders especials: les supernenes.

## Personatges
- Professor Utoni, el pare de les supernenes
- Senyoreta Keane, és la mestra de l'escola a la que van les supernenes
- Mico, el major enemic de les supernenes
- Bombolleta, té dues cues rosses i vesteix de blau. És la més infantil, dorm amb la seva joguina preferida i pot parlar amb els animals. Habitualment és la més tranquil·la i equilibrada, però les rares vegades en què s'enfada és molt pitjor que la seva germana Cactus. Li agrada molt llegir mangas i també dibuixar i pintar, té una enorme imaginació, i a causa d'això té malsons si es queda a la foscor total.
- Cactus, té el cabell curt, amb serrell, i moreno. És la més valenta, forta i lluitadora, però també de caràcter més fort i la que s'enfada amb més facilitat. Pot fer foc fregant les mans i és la més bona de les tres creant tornados. Li agrada fer boxa, jugar a videojocs i llegir còmics gore. S'enamora amb facilitat i li fan por les aranyes. S'estima molt les seves germanes i no li agrada que l'anomenin "Princesa".
- Pètal, té una cua de cavall pelroja i vesteix de rosa. És la més intel·ligent. Té el poder de congelar el que vulgui només bufant, d'escoltar coses molt allunyades o molt fluixetes i de trobar pots de vidre que utilitzen a la seva lluita contra el mal. Li agrada aprendre, llegir còmics de superherois, la moda i el maquillatge. Es baralla sovint amb la cactus.